# Prix Tenebris
Le prix Tenebris est un prix littéraire québécois, maintenant inactif, qui récompensait la littérature policière de langue française distribuée au Québec.

## Histoire du prix
Le prix fut créé par l'autrice Johanne Seymour en 2012, en conjonction avec l'évènement les Printemps meurtriers de Knowlton, festival célébrant la littérature policière francophone.
Il était décerné par un jury composé de trois personnes, qui jugeaient les œuvres en fonction de leur qualité littéraire et de leur sens du suspense.
Il fut attribué annuellement à compter de 2012 et décerné pour la dernière fois en 2016. L'attribution prit fin avec l'annulation de l'édition 2017 du festival,, celui-ci se voyant à court de ressources malgré sa popularité.
Le prix était remis à lors de la cérémonie de clôture du festival. Le gagnant se voyait remettre une bourse de 1500$ ainsi que la statuette Tenebriscréée par la sculptrice Francine Lorrain.
Au fil des ans, d'autres catégories se sont ajoutées au prix principal, celui-ci devenant la catégorie Meilleur roman, littérature policière de langue française, distribué au Québec. En 2013, on ajouta la catégorie Meilleur vendeur, littérature policière québécoise de langue française qui visait à récompenser le meilleur succès de librairie. Le gagnant était déterminé à l'aide d'un palmarès de ventes compilé par le système Gaspard de la Banque de titres de langue française, entre les 1er mai et 30 avril de chaque année.
En 2016, deux gagnants ex æquo furent primés en raison d'une erreur de catégorisation du livre Faims de Patrick Senécal. Cette erreur « ne laissait pas voir le coude à coude que se livraient Six minutes [de Chrystine Brouillet] et Faims au palmarès des ventes. Après révision, les deux auteurs gagnent donc ex aequo le Tenebris 2016 — Meilleur vendeur. Pour Patrick Sénécal, cette mention vient s’ajouter au Prix spécial du jury aussi remporté dimanche ». Le Prix spécial du jury ne fut remis qu'une seule fois.
La catégorie Meilleur roman québécois de littérature noire, qui récompense spécifiquement les œuvres d'auteurs québécois, fut créé en 2016 et accordé une seule fois la même année.

## Lauréats

### Catégorie Meilleur roman, littérature policière de langue française, distribué au Québec
2012 : Sylvain Meunier - Les Mémoires d'un œuf,
2013 :  Caryl Férey - Mapuche
2014 : Martin Michaud - Sous la surface : on a tous quelque chose à cacher : thriller,.
2015 : Emmanuel Grand - Terminus Belz,
2016 : Luc Chartrand - L'Affaire Myosotis,.

### Catégorie Meilleur vendeur, littérature policière québécoise de langue française
2013 : Chrystine Brouillet - La chasse est ouverte : une enquête de Maud Graham,.
2014 : Chrystine Brouillet - Saccages,.
2015 : Martin Michaud - Violence à l'origine,.
2016 : Chrystine Brouillet - Six minutes,, Patrick Senécal - Faims,.

### Catégorie Meilleur roman québécois de littérature noire
2016 : Benoît Bouthillette - L'Heure sans ombre : une enquête de Benjamin Sioui,.

### Prix spécial du jury[12]
2016 : Patrick Senécal - Faims,.